# Антиандрогены
Антиандроге́ны — группа гормональных препаратов, являющихся антагонистами андрогенов. Применяются у женщин — при выраженных явлениях андрогенизации (чрезмерное оволосение, себорея, угри); в качестве феминизирующей гормональной терапии у транс-женщин; у детей — при идиопатическом преждевременном половом созревании; у мужчин — при аденоме или раке предстательной железы (системно) и при облысении и лечении угрей, себореи (местно).

## Фармакодинамика и механизм действия
Препараты данной группы оказывают антиандрогенное действие, предотвращая превращение тестостерона в дигидротестостерон посредством блокады андрогеновых рецепторов или угнетением 5α-редуктазы.

## Препараты группы
К группе антиандрогенов относят ципротерона ацетат, финастерид, флутамид, бикалутамид, нилутамид.
- Ципротерона ацетат — конкурентный антагонист андрогеновых рецепторов, избирательно подавляющий 17-гидроксилирование прегненолона[3].
- Финастерид — стероидоподобный ингибитор 5α-редуктазы, ответственной за восстановление тестостерона до дигидротестостерона[3].
- Флутамид — конкурентный антагонист андрогеновых рецепторов, антиандроген нестероидной структуры[3].
- Нилутамид — нестероидный антиандроген (NSAA).

## Противопоказания
Противопоказанием к приёму антиандрогенов являются выраженные нарушения функций печени и почек, беременность и лактация, анемия, сахарный диабет.